# Ака I (Комагена)
Ака I (на гръцки: η Άκα, Aka I) e принцеса от Царство Комагена през 1 век пр.н.е. от гръцки и арменски произход.

## Биография
Дъщеря е на принцеса Антиохида, която е дъщеря на Антиох I Теос (цар на Комагена) и съпругата му Исия Филосторг.
Ака I вероятно има дъщеря Ака II, която е възможно да е дъщеря на нейния брат, принц Антиох II Епифан.
Ака I е погребана заедно с майка си и баба си в 9 метра висока гробница на 12 км от Кахта, Турция, построена от нейния чичо Митридат II Антиох Епифан.